# Mumifikacja
Mumifikacja (łac. mumificatio) – proces konserwacji zwłok zapobiegający rozkładowi. Oprócz mumii ludzkich na całym świecie znajdowane są mumie zwierzęce (głównie w Egipcie), były one robione tak samo jak ludzkie. Cel ich powstania to oddawanie czci bogom.

## Pochodzenie słowa
Termin pochodzi od arabskiego słowa mummija oznaczającego bitumin. Wywodzi się z nieprawidłowego przekonania o tym, że część poczerniałych przez żywicę mumii znalezionych w XIX wieku pokryto smołą. Okazało się jednak, że są to po prostu źle zabalsamowane ciała pochodzące z Okresu Późnego.

## Rodzaje mumifikacji
Naturalny proces utrwalenia zwłok, określany jako strupieszenie zachodzi w środowisku suchym i przewiewnym, przy względnie wysokiej temperaturze powietrza, które pozwala na szybką utratę wody z powłok skórnych i narządów wewnętrznych.
Wyróżnia się mumifikację naturalną:
- w torfowiskach (człowiek z Tollund, Dziewczyna z Yde),
- w lodzie (na obszarach objętych lodowcem – Ötzi),
- w obszarach podbiegunowych (mumia Johna Torringtona),
- w piaskach pustyni (pierwsze egipskie mumie),
- w popiele wulkanicznym – odlewy ciał (szczątki zakonserwowane w Pompejach po wybuchu Wezuwiusza),

oraz mumifikację celową, wykonywaną przez człowieka:
- w starożytnym Egipcie,
- w Andach (mumie inkaskie), oraz w innych częściach Ameryki,
- na Wyspach Kanaryjskich przez pierwotną ludność – Guanczów,
- na Sycylii w katolickich klasztorach kapucyńskich.(zob. Katakumby kapucynów w Palermo),
- zwłoki niektórych przywódców państw komunistycznych, przez tzw. tanatopraksję.

Każda kultura, która stosowała mumifikację, miała własny, niepowtarzalny sposób jej wykonywania.

## Mumifikacja w starożytnym Egipcie

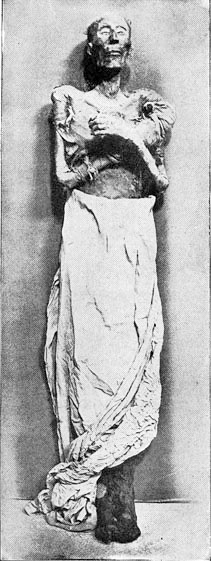
Mumia Ramzesa II

### Historia
Według dostępnej wiedzy balsamowanie i spowijanie zwłok w bandaże zapoczątkowano mniej więcej za panowania IV dynastii i praktykowano przez ok. 3000 lat, aż do okresu koptyjskiego. Praktyka ta była jednak najintensywniej stosowana w okresie Nowego Państwa.

### Istota mumifikacji
Według mitologii egipskiej, zanim zmarły (także faraon) dostał się do krainy zmarłych, musiał stanąć przed sądem. Zmarły był prowadzony przez boga Anubisa przed oblicze najważniejszego boga podziemi Ozyrysa. Serce zmarłego kładziono na wagę, gdzie ważono jego dobre i złe uczynki. Zapisywano je na specjalnej tablicy. Jeśli szale wagi były wyrównane, zmarły nie mógł od razu przejść do krainy umarłych. Do grobu wkładano żywność i przedmioty codziennego użytku, które miały służyć zmarłemu w życiu pozagrobowym.

### Czynności pogrzebowe
Jeśli podejmowano proces mumifikacji, rozpoczynano go w dniu śmierci zmarłego: gorący klimat sprzyjał rozkładowi zwłok, stąd istotna była szybkość działania. Zmarłego przewożono do pracowni balsamiarskiej, zwykle znajdującej się poza miastem. Ciało pozostawało tam zazwyczaj aż do pogrzebu. W epoce Starego Państwa miejsce to nosiło nazwę Czystego Miejsca lub Miejsca Balsamowania (ubet en ut), a od okresu Nowego Państwa – Komnaty Bogów (zeh neczer).
Zmarłemu towarzyszyła pogrążona w żałobie rodzina. Natychmiast po śmierci Egipcjanina rozpoczynano okres żałoby: mężczyźni nie golili się, a kobiety smarowały twarz błotem. Zamożniejsze rodziny tworzyły specjalny orszak żałobników. Poza tym opłacały dwie płaczki (dżeret), które z krzykiem i głośnym lamentowaniem przebiegały ulicami, ogłaszając smutną nowinę. W orszaku brał także udział Strażnik Pieczęci Boga (chetemu-neczer), lektorzy (cheriu-habet) oraz balsamiści (ututu).

### Balsamowanie zwłok
Do naszych czasów nie zachowały się żadne źródła pisane, które by szczegółowo relacjonowały proces balsamowania zwłok. Herodot wymienił jednak trzy różne techniki, które wykorzystywano zależnie od zamożności rodziny zmarłego. Dzięki badaniom mumii można dziś stwierdzić, iż proces balsamowania na przestrzeni czasu ulegał modyfikacji. Początkowo Egipcjanie zakopywali zmarłych na pustyni. Potem czynili tak jedynie ci, których nie było stać na odbycie pełnej ceremonii pogrzebowej. Bogatsi i faraonowie mumifikowani byli w inny sposób:
- Rozcinano klatkę piersiową i wyjmowano organy wewnętrzne, pozostawiając jedynie serce, aby można było je zważyć w czasie sądu Ozyrysa. Wątrobę, jelita, płuca i żołądek umieszczano w urnach kanopskich, resztę wnętrzności palono. Potem wyjmowano mózg przez nos, przy pomocy odpowiednich haków.
- Pojedyncze organy były balsamowane: wkładano je do specjalnych dzbanów, zwanych kanopami, a wnętrze ciała zmarłego nacierano solą, odwadniając je w ten sposób.
- Następnie obmywano ciało winem palmowym z dodatkiem korzeni. Potem umieszczano w natronie (naturalna soda występująca w słonych jeziorach w pobliżu Kairu) na 70 dni, dla usunięcia reszty wody z organizmu, przy czym regularnie zmieniano natron.
- Po 70 dniach ciało było gotowe do zabandażowania, lecz z początku kapłani polewali je konserwującą żywicą. Ażeby skóra nie pękała, nacierano ją mieszaniną oliwy, wosku, natronu i gumy. Jamę brzuszną wypełniano tamponami z lnu, piaskiem lub trocinami. W końcu ciało bandażowano.
- Pierwszą warstwę okrycia mumii stanowił zazwyczaj całun. Potem bandażowano oddzielnie palce rąk i nóg. Następnie owijano ciało długim pasem bandaży, poczynając od prawego ramienia, a kończąc na głowie, którą bandażowano na krzyż. Podbródek, aby nie opadł, podwiązywano lnianą taśmą, związując ją na czubku głowy. Dla nadania pożądanego kształtu ciało bandażowano bardzo ściśle. Pomiędzy zwojami bandaży umieszczano ochronne amulety, a same bandaże pokrywano gęstą żywicą. W trakcie procesu mumifikacji stosowne zaklęcia wypowiadał kapłan Anubisa z maską tego boga na twarzy[1].
- Ostatecznie ciało umieszczano w sarkofagu przenoszonego następnie (gdy chodziło o osobę z rodziny królewskiej) na łódź, która po Nilu przewoziła go do miejsca spoczynku, jakim najczęściej była Dolina Królów.

## Mumie w innych krajach
- Mieszkańcy Andów stosowali inną metodę. Najpierw suszyli swoich zmarłych królów na słońcu, czasami usuwając wnętrzności. Następnie kładli na oczy zmarłego złote blaszki i zawijali go w wiele warstw delikatnej tkaniny: wełnianej i bawełnianej. Każda mumia króla inkaskiego była czczona jako bóg i obnoszona w czasie świąt po ulicach Cuzco. Na co dzień miejscem spoczynku ciał inkaskich królów była Coricancha – wielka świątynia słońca w Cuzco[potrzebny przypis].
- Na Wyspach Kanaryjskich pierwotna ludność – Guanczowie — stosowała mumifikację zwłok różnymi sposobami: od najprostszych, polegających na zawinięciu zmarłego w skóry kóz lub owiec i umieszczeniu go w wysoko położonej jaskini, gdzie dzięki suchemu klimatowi ulegał naturalnemu procesowi wysuszenia, do bardziej skomplikowanych, polegających na pokrywaniu zwłok specjalną substancją żywiczną. Takich mumii, ważących od 3 do 4 kg, znaleziono wiele w niedostępnych jaskiniach wysp. Praktykowanie mumifikacji zanikło w XV wieku w wyniku podboju wysp przez Europejczyków[potrzebny przypis].
- Na Sycylii, w Katakumbach Kapucynów w Palermo, znajduje się 8000 mumii. Najstarsze mają 400 lat i są mumiami mnichów. Mnisi sami mumifikowali swych zmarłych w tajnym procesie trwającym rok. Wkrótce dołączyły do mumii mnichów mumie najbogatszych ludzi Sycylii. Władze Sycylii w końcu zakazały mumifikowania. Najmłodsza mumia powstała na początku XX wieku – jest to mumia dwuletniej dziewczynki, Rosalii Lombardo (dziecko wygląda jakby spało)[potrzebny przypis].

## Mumie przywódców komunistycznych
W totalitarnych państwach komunistycznych często dokonywano mumifikacji ciał zmarłych przywódców w celu wystawienia ich na widok publiczny jako pewnego rodzaju symbolu nieprzemijających komunistycznych idei i wartości. Zabiegowi temu poddawano zazwyczaj tylko uznanego za największego i najbardziej zasłużonego dla partii wodza-rewolucjonistę, zwykle twórcę ustroju w danym kraju. Pierwszym poddanym mumifikacji przywódcą komunistycznym był zmarły w 1924 roku Włodzimierz Lenin, zabalsamowany na polecenie Stalina, wbrew jednoznacznie wyrażonej woli samego zmarłego (który życzył sobie by jego ciało po śmierci zostało spalone i pochowane w Petersburgu), sprzeciwu rodziny oraz Nadieżdy Krupskiej, żony Lenina. Zabiegu, polegającego na usunięciu z organizmu płynów fizjologicznych i wprowadzeniu do układu krwionośnego roztworu gliceryny i octanu potasu dokonał anatom, prof. Władimir Pietrowicz Worobjow i biochemik, prof. Iwan Iljicz Zbarski. Usunięto również organy wewnętrzne i osobno zakonserwowano je w zbiornikach formaliny. Ciało wodza rewolucji spoczęło w przeszklonym, pancernym sarkofagu według projektu Konstantina Stiepanowicza Mielnikowa, w monumentalnym mauzoleum na Placu Czerwonym wzniesionym przez Aleksieja Wiktorowicza Szczusiewa. W podobny sposób zabalsamowano w 1953 ciało Józefa Stalina, jednakże w 1961 na podstawie uchwały XXII Zjazdu KPZR usunięto je z Mauzoleum Lenina i pogrzebano na cmentarzu pod murem Kremla. Wzorem dyktatorów sowieckich zabalsamowano również niektórych spośród przywódców innych państw komunistycznych, m.in. Mao Zedonga, Georgi Dymitrowa, Klementa Gottwalda, Hồ Chí Minha, Agostinha Neto, Kim Ir Sena, często korzystając z doświadczeń sowieckich anatomów. Ostatnim zabalsamowanym przywódcą komunistycznym był Kim Dzong Il (zm. 2011).

## Mumifikacja w Polsce

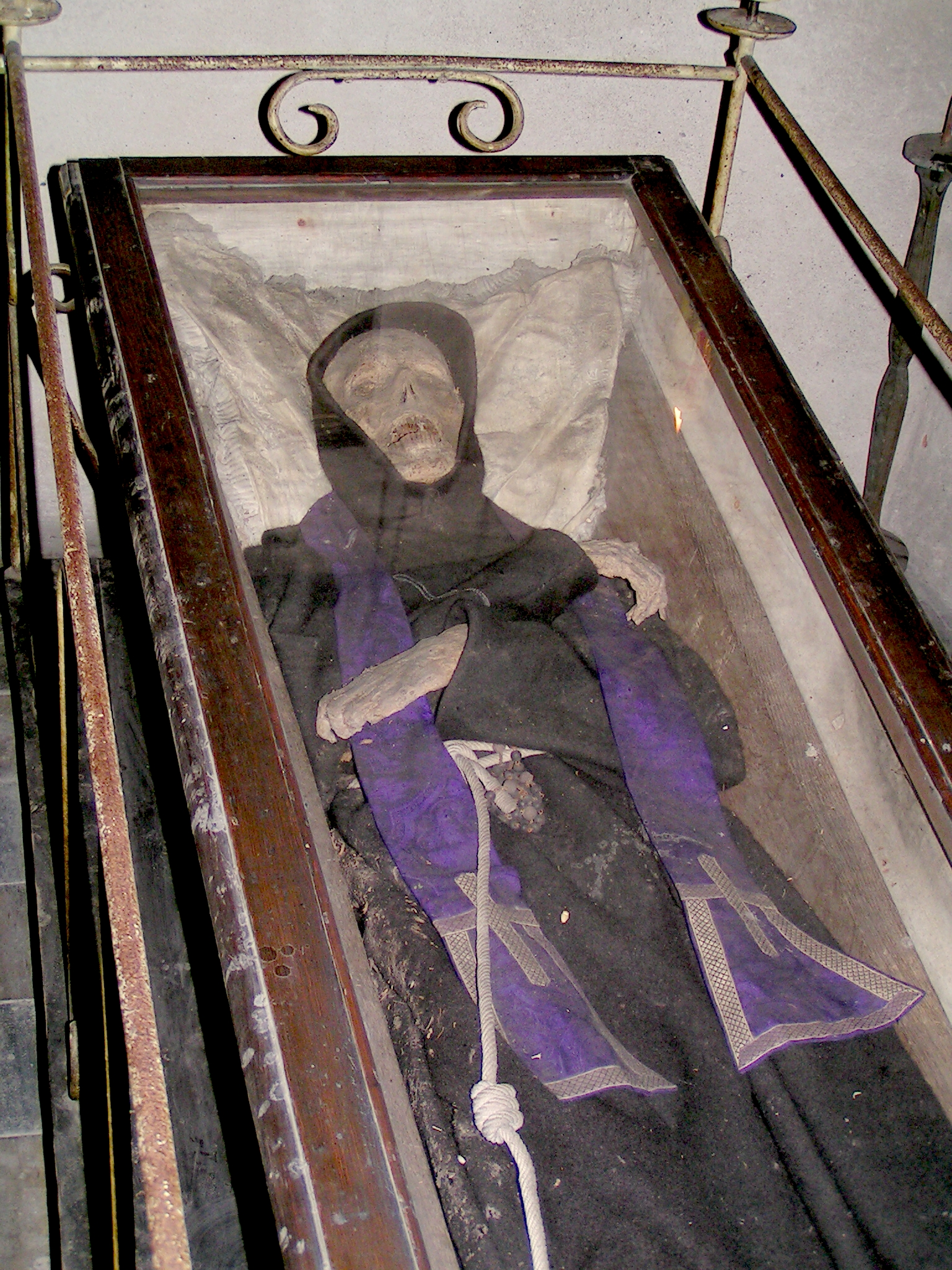
Kraków, podziemia klasztoru Reformatów. Trumna ze zwłokami ojca Sebastiana Wolickiego

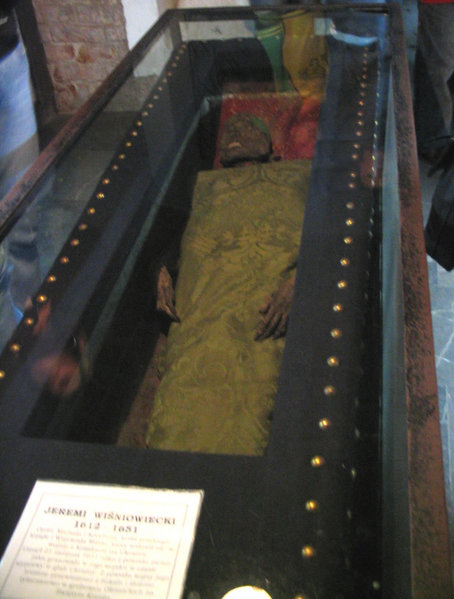
Sarkofag księcia Jeremiego Wiśniowieckiego

W krakowskim kościele św. Kazimierza, Braci Mniejszych (dawniej Reformatów), w krypcie pod posadzką kościoła znajduje się kilkadziesiąt trumien, a w nich doskonale zachowane, zmumifikowane zwłoki. Kilka z owych trumien jest otwartych, ukazując postacie zmarłych, ich oblicza i ubiory, wprost w stanie nienaruszonym. W jednej z komnat katakumb znajdują się mumie braci zakonnych, położonych bez trumien, wprost na piasku z kamieniami pod głową. Najstarsi spośród zmarłych zakończyli swoje życie pod koniec XVII wieku. Katakumby dostępne były do niedawna dla wszystkich, pragnących pomodlić się, tylko dwa dni w roku: w dniu Wszystkich Świętych i dniu Zadusznym. Obecnie, ze względu na zmiany mikroklimatu, podziemia są zamknięte dla zwiedzających.
W kryptach klasztoru na Łysej Górze znajdują się wystawione na widok publiczny domniemane szczątki księcia Jeremiego Wiśniowieckiego, ojca króla Michała Korybuta Wiśniowieckiego, pogromcy Kozaków, bohatera powieści Henryka Sienkiewicza pt. Ogniem i mieczem. Współczesne badania medyczne skonfrontowane z przekazami historycznymi dotyczącymi wyglądu, wieku i przyczyn śmierci księcia nie potwierdzają jednak tożsamości zmumifikowanego ciała.
Ciało marszałka Józefa Piłsudskiego, zabalsamowane po śmierci w 1935 przez dr. Wiktora Kalicińskiego i anatoma, dr. Józefa Laskowskiego wtłoczonym dożylnie roztworem gliceryny i formaliny, zewnętrznie zaś mieszaniną gliceryny i octu oraz namaszczone wonnościami spoczywa obecnie w stalowym sarkofagu w krypcie pod Wieżą Srebrnych Dzwonów katedry wawelskiej w Krakowie.
Podczas remontu, pod kościołem Wniebowzięcia NMP w Szprotawie znaleziono 59 trumien sióstr magdalenek pochowanych w latach 1699-1808; z czego jedna została złożona do trumny żywcem i zmarła w męczarniach. Do dzisiaj ciała zachowały się w doskonałym stanie: pończochy, buty, krucyfiksy, zmumifikowane przez panującą tam temperaturę.